# Liste der rumänischen Botschafter in Osttimor

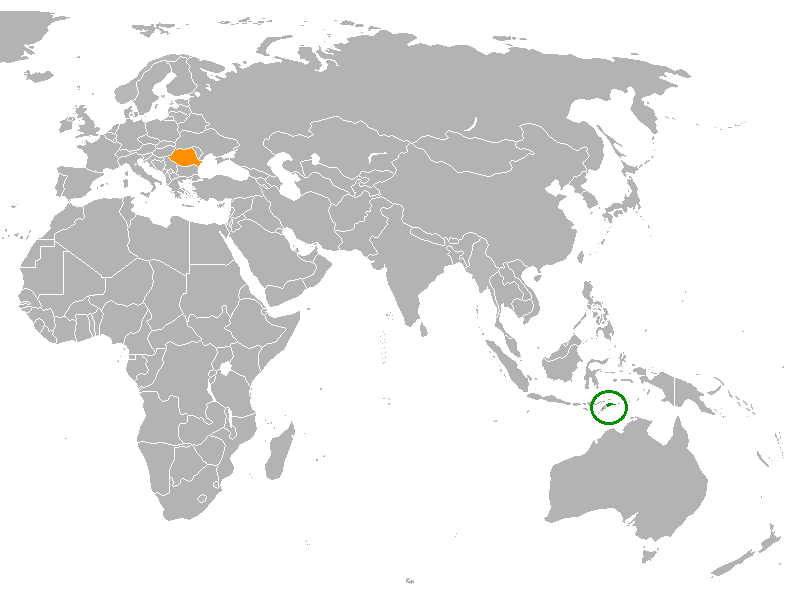
Osttimor (grün) und die Rumänien (orange)

Diese Liste führt die rumänischen Botschafter in Osttimor auf.

## Hintergrund
Osttimor und Rumänien nahmen am 20. Dezember 2002 diplomatische Beziehungen auf. Der Botschafter Rumäniens hat seinen Sitz im indonesischen Jakarta.

## Liste der Botschafter
| Name                 | Amtszeit  | Anmerkungen                        |
| -------------------- | --------- | ---------------------------------- |
| ?                    |           |                                    |
| Valerica Epure       | 2014–2021 | Akkreditierung: 18. September 2014 |
| Dan Adrian Bălănescu | seit 2021 | Akkreditierung: 11. November 2021  |